# Tony DiTerlizzi
Tony DiTerlizzi (Whittier, California, Estados Unidos, 6 de septiembre de 1969) es un escritor de fantasía y autor de libros para niños.

## Biografía
Iniciando su andadura para la compañía del juego de cartas coleccionable Magic The Gathering de Wizards of the Coast, realizó una gran cantidad de dibujos con personajes fantásticos para este juego.
Posteriormente y con la idea de convertirse en ilustrador de cuentos para niños utilizó su reconocida habilidad como escritor para crear la saga novelada de Las Crónicas de Spiderwick.
Actualmente y con el mismo éxito que la anteriormente mencionada saga, ha escrito la trilogía Wondla basada en un mundo futurista y de estética Steampunk. Un libro repleto de magníficas ilustraciones que acompañan a un impecable relato de ciencia ficción.
Creador de la serie Las crónicas de Spiderwick junto con Holly Black, ilustró los 5 libros y fue el productor ejecutivo de la película del 2008 basado en la serie. Ganó el Caldecott Honor Medal por su adaptación de The Spider and the Fly. También ha trabajado para el juego de rol Planescape añadiendo sus magníficas ilustraciones para este juego de fantasía medieval.